# モーリス・ポリ
モーリス・ポリ（Maurice Poli、1933年12月2日 - 2020年4月26日）はフランスの植民地支配下のチュニジア出身のフランスの俳優である。主にイタリア映画界を拠点に活躍しており、端役から主役まで幅広く演じ、時には悪役も演じた。彼は1960年代の初頭から2010年代の半世紀近くに渡ってイタリアで企画及び製作された全てのジャンルの娯楽作品に事実上関わった数少ない俳優の1人と見なされている。 

## キャリア
俳優としての特徴
北アフリカのチュニジアのビゼルトで生まれたポリは、1961年にマウロ・ボロニーニ監督の『ビアンカ』の非常に小さな役で映画デビューした。 当初はフランスが主なる活動拠点で、20世紀フォックスの超大作『史上最大の作戦』（1962年）に於けるフランスのレジスタンス役で姿が確認出来る。その後、ロッサナ・ポデスタ主演の『黄金の七人』（1965年）の七人の怪盗チーム（演じるはフィリップ・ルロワ、ガストーネ・モスキン、ガブリエレ・ティンティ、ジャンピエロ・アルベルティーニ、マヌエル・ザルソ）のフランス人役に抜擢されて注目を集め、続編の『続・黄金の七人/レインボー作戦』（1966年）にも同じ役で引き続き起用された。直後のマカロニ・ウエスタン『ドルの両面』（1967年/未ソフト化）では凄腕のガンマン役で主演し、異彩を放つ。
その後はあらゆる娯楽作に顔を出し、出演のみならず、アル・ブラッドレイの変名で知られるアルフォンソ・ブレスチア監督作品の脇役俳優の傍ら助監督もこなした（『デッドリー・チェイス』（1990年/未/ビデオ））。因みに、ブレスチア監督作品の『追跡大陸/グレート・ミッション』（1987年）ではドミニカ共和国で撮影され、当地の世界一小さい成人男性とギネス公認されたネルスン・デ・ラ・ロッサとも共演した。また、先述の『黄金の七人』のマルコ・ヴィカリオの他にもルチオ・フルチ、マリオ・バーヴァ、ジョー・ダマート（アリスティーデ・マッサチェーシ）、ジュゼッペ・ヴァッリ、ステルヴィオ・マッシ等々数多の職人監督の作品に起用された。また、イタリアで撮影された米国映画や合作映画にも脇役出演した。 
彼はテレビ界でも活動しており、『ベルアンド・セバスチャン』の脇役として成功し、短命のスパイシリーズ『フレデリックルガルディアン』の主役を務めた。 
アメリカらしい芸名の時代の流行に続いて、1960年代の後半に、彼はいくつかのマカロニウエスタン等でモンティ・グリーンウッド（Monty Greenwood）の変名を用いた。  
晩年
2010年代まで細々と出演活動を続けた。引退後、彼はイタリアのローマに居住し、生涯にわたる地質学と考古学の趣味に専念。2020年にラツィオ州ローマで死去した。 

## 厳選されたフィルモグラフィー
- The Lovemakers (1961) - (uncredited)
- The Longest Day (1962) - Jean (uncredited)
- The Avenger (1962) - Mezensio, Turno's Henchman
- サンドカン総攻撃 Sandokan the Great (1963) - Girobatol
- The Glass Cage (1965) - Antoine
- Seven Golden Men (1965) - Alfred
- Seven Golden Men Strike Again (1966) - Alfred
- Tom Dollar (1967) - Tom Dollar
- Two Faces of the Dollar (1967) - Miele / Honey / Django
- Shark! (1969) - Mario
- The Battle of the Damned (1969) - Corporal Marwell
- Gangster's Law (1969) - Rino Quintero
- Five Dolls for an August Moon (1970) - Nick Chaney
- Shango (1970) - Martinez
- The Last Traitor (1971) - Tim
- Baron Blood (1972) - Land Surveyor (uncredited)
- Le mille e una notte all'italiana (1972)
- Life Is Tough, Eh Providence? (1972) - Sheriff Keensburg
- Lo chiamavano Tresette... giocava sempre col morto (1973)
- White Fang (1973) - Mountie
- La padrina (1973)
- Rabid Dogs (1974) - Dottore
- Legend of the Sea Wolf (1975)
- Mimì Bluette... fiore del mio giardino (1976)
- Return of the 38 Gang (1977) - Maurice
- Papaya, Love Goddess of the Cannibals (1978) - Vincent
- Cindy's Love Games (1979) - Stefan
- La cameriera seduce i villeggianti (1980) - Il marsigliese
- Malombra (1984) - Osvaldo Raininger
- Il peccato di Lola (1984) - Necklace buyer
- Maladonna (1984) - Osvaldo Raininger
- Roma. L'antica chiave dei sensi (1984) - Ptolomeus
- The Assisi Underground (1985) - Vito
- Il piacere (1985) - Boris the stableman (uncredited)
- Mai con le donne (1985)
- Mercenari dell'apocalisse (1987) - The Reverent
- Penombra (1987) - Osvaldo Raininger
- Cobra nero (1987) - Chief Max Walker
- Urban Warriors (1987) - Stan
- Touch of Death (1988) - TV Newscaster #1 (uncredited)
- Non aver paura della zia Marta (1988) - Thomas the caretaker
- Fuoco incrociato (1988) - General Romero
- Miami Cops (1989)
- La vendetta (1989) - Milo (uncredited)
- La storia di Lady Chatterley (1989)
- Massacre (1989) - Frank
- Obsession - una storia di straordinaria follia (1989)
- Casa di piacere (1989) - Antique Dealer
- La mia preda (1990)
- Hansel e Gretel (1990) - Commissioner Roy
- Detective Malone (1991) - Chief Max Walker
- Frankenstein 2000 - Ritorno dalla morte (1991) - Hoffner
- Sul filo del rasoio (1992) - Real-estate agent (uncredited)
- Rose rosse per una squillo (1993)
- Le occasioni di una signora per bene (1993)
- Delitti a luce rossa (1996) - Carlo
- Crazy Blood (2006) - Pietro
- Cruel (2014) - Gabriel Tardieu (final film role)